# Orestias elegans
Orestias elegans är en fiskart som beskrevs av Garman, 1895. Orestias elegans ingår i släktet Orestias och familjen Cyprinodontidae. Inga underarter finns listade i Catalogue of Life.